# Saint-Pierre-le-Vieux (Vendée)
Pour les articles homonymes, voir Saint-Pierre et Saint-Pierre-le-Vieux.
Saint-Pierre-le-Vieux est une commune française située dans le département de la Vendée, en région Pays de la Loire.

## Géographie
Le territoire municipal de Saint-Pierre-le-Vieux s'étend sur 2 332 hectares. L'altitude moyenne de la commune est de 8 mètres, avec des niveaux fluctuant entre 0 et 25 mètres,.
La commune connaît une dispersion de son habitat. En effet, la commune s'étend sur plus de 2 300 hectares — après la cession par la loi du 29 mai 1861 de Puyletard à la commune de Nieul-sur-l'Autise — et comprend les localités de Souil, la Porte-de-l’Île, le Bourg, Chalais, le Buisson-Maréchal, le Pontreau et Mauvais.
| Fontaines (Doix lès Fontaines) | Saint-Martin-de-Fraigneau | Xanton-Chassenon                                            |
| Doix (Doix lès Fontaines)      | Saint-Pierre-le-Vieux     | Nieul-sur-l'Autise (Rives-d'Autise) Oulmes (Rives-d'Autise) |
|                                | Maillezais                | Bouillé-Courdault Liez                                      |

### Climat
Pour des articles plus généraux, voir Climat des Pays de la Loire et Climat de la Vendée.
En 2010, le climat de la commune est de type climat océanique altéré, selon une étude du CNRS s'appuyant sur une série de données couvrant la période 1971-2000. En 2020, Météo-France publie une typologie des climats de la France métropolitaine dans laquelle la commune est exposée à un climat océanique et est dans la région climatique  Poitou-Charentes, caractérisée par un bon ensoleillement, particulièrement en été et des vents modérés. 
Pour la période 1971-2000, la température annuelle moyenne est de 12,1 °C, avec une amplitude thermique annuelle de 14,4 °C. Le cumul annuel moyen de précipitations est de 799 mm, avec 12 jours de précipitations en janvier et 6,6 jours en juillet. Pour la période 1991-2020, la température moyenne annuelle observée sur la station météorologique de Météo-France la plus proche, sur la commune de Marans à 20 km à vol d'oiseau, est de 13,2 °C et le cumul annuel moyen de précipitations est de 739,6 mm,. Pour l'avenir, les paramètres climatiques de la commune estimés pour 2050 selon différents scénarios d'émission de gaz à effet de serre sont consultables sur un site dédié publié par Météo-France en novembre 2022.

## Urbanisme

### Typologie
Au 1er janvier 2024, Saint-Pierre-le-Vieux est catégorisée commune rurale à habitat dispersé, selon la nouvelle grille communale de densité à sept niveaux définie par l'Insee en 2022.
Elle est située hors unité urbaine. Par ailleurs la commune fait partie de l'aire d'attraction de Fontenay-le-Comte, dont elle est une commune de la couronne,. Cette aire, qui regroupe 30 communes, est catégorisée dans les aires de moins de 50 000 habitants,.

### Occupation des sols
L'occupation des sols de la commune, telle qu'elle ressort de la base de données européenne d’occupation biophysique des sols Corine Land Cover (CLC), est marquée par l'importance des territoires agricoles (96,2 % en 2018), une proportion sensiblement équivalente à celle de 1990 (96,9 %). La répartition détaillée en 2018 est la suivante : 
terres arables (67,4 %), prairies (17,2 %), zones agricoles hétérogènes (11,6 %), zones urbanisées (3,8 %). L'évolution de l’occupation des sols de la commune et de ses infrastructures peut être observée sur les différentes représentations cartographiques du territoire : la carte de Cassini (XVIIIe siècle), la carte d'état-major (1820-1866) et les cartes ou photos aériennes de l'IGN pour la période actuelle (1950 à aujourd'hui).

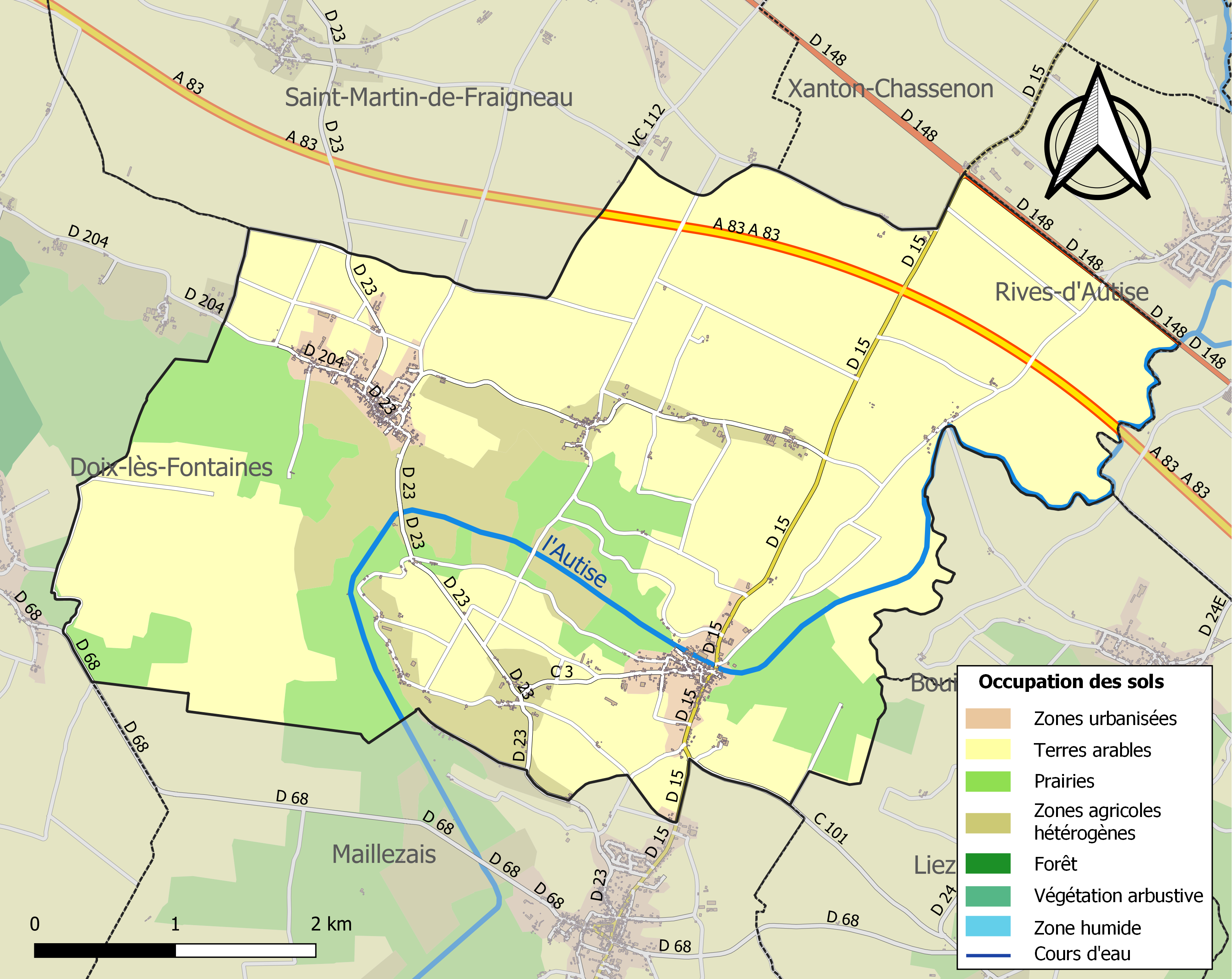
Carte des infrastructures et de l'occupation des sols de la commune en 2018 (CLC).

## Histoire

### L'origine du nom «Saint-Pierre-le-Vieux»
La commune fut le théâtre de nombreux événements qui étayent encore le quotidien au vu de quelques bâtiments plus ou moins délaissés. Pourtant, ceux-ci sont les derniers témoins d'un passé riche que beaucoup d'habitants (anciens comme nouveaux) ignorent. Nous passons fréquemment devant sans connaître leurs origines et leurs fonctions. Nous tenterons, au travers de ce petit exposé, de rappeler les faits importants du patrimoine culturel saint-petruscain.
La principale curiosité qui frappe tout nouvel habitant est l'éclatement géographique de Saint-Pierre-le-Vieux (ci-précédemment). Il faut remonter aux origines mêmes de son histoire pour comprendre cette particularité. Celle-ci relève de deux faits principaux : l'un géographique ; l'autre purement religieux.

Tout d'abord, il apparaît qu'au Xe siècle une partie de la commune se trouvait sur une ile. En fait, le marais poitevin tel que nous le connaissons aujourd'hui est le résultat de nombreuses campagnes d'assèchement effectuées entre le XIe et le XIXe siècle. Cet immense espace sur lequel s'établit aujourd'hui la renommée de la région était donc primitivement un immense marécage en partie inaccessible et appelé golfe des Pictons. Bien sûr, ce paysage évolua au cours des siècles du fait d'un envasement rapide et de nombreuses actions anthropiques. Néanmoins, nous savons qu'au XVIIe siècle Maillezais était une ile ceinte d'une eau douce, de même que les localités avoisinantes qui demeuraient difficilement accessibles, d'où cet éclatement. Les « pôles » de développements se rencontraient soit sur le rivage (Souil et Chaslais) marquant ainsi de probables points d'accostage, soit sur l'ile aux endroits particulièrement stratégiques (la Porte de l'Ile et Saint-Pierre) au niveau de l'entrée même de l'île. Par conséquent, il apparaît que différents points de peuplement se sont développés au cours des âges, mais ceux-ci ont été conditionnés par les aléas géographiques que l'Homme a tenté de modeler sans parvenir cependant à les maîtriser, d'où ce probable éclatement.
Cependant, nous allons voir que ces contingences « marécageuses » ne suffisent pas à interpréter l'éclatement géographique de Saint-Pierre-le-Vieux. Outre cette particularité, nous allons nous interroger sur l'origine même du nom de la commune. Or, nous abordons ici une des pages les plus importantes de son patrimoine historique.
De nos jours, nous voyons encore s'élever les ruines élégantes de l'abbaye de Maillezais et de sa cathédrale. Néanmoins, nous devons savoir que la première fondation n'eut pas lieu sur ce promontoire mallacéen, mais au niveau de l'actuelle église paroissiale de Saint-Pierre-le-Vieux.
En effet, une chronique rédigée en 1080 par un moine dénommé Pierre de l"abbaye bénédictine de Maillezais nous éclaire sur l'origine du monastère. En l'occurrence, il nous renseigne sur les circonstances de fondation de l'abbaye. En fait, toute l'histoire se déroule lors d'une partie de chasse, réalisée par Guillaume IV, comte-duc d'Aquitaine. Ce dernier venait très fréquemment à Maillezais où son père Guillaume dit Tête d'Etoupe avait bâti une forteresse afin de freiner les invasions de Normands particulièrement virulents au début du Xe siècle ; or, l'histoire de Pierre nous raconte que Guillaume IV se plaisait à poursuivre avec ses vassaux le gibier de la forêt de Maillezais et plus particulièrement un « énorme » sanglier impossible à saisir.
Cependant, un des vassaux de Guillaume, Gaucelinus, décida de suivre ce réfractaire qui venait de pénétrer dans un hallier très épais. Après quelques coups d'épée, celui-ci parvint à se frayer un passage qui lui permit de découvrir les ruines d'une petite église et aperçut le sanglier couché sur l'autel renversé. L'histoire nous dit que le vassal fut frappé d'étourdissement. Or, lorsque les chasseurs le rejoignirent, le sanglier avait disparu et Gaucelinus se trouvait terrassé bien que sans blessure apparente. Emma, la duchesse d'Aquitaine, décida de transporter le chasseur dans le chœur de la chapelle ruinée et des cierges furent allumés autour de celui-ci. Après une nuit de prières, le vassal se réveilla dans une santé éclatante. Dès lors, la duchesse admit qu'il s'agissait d'un miracle et décida donc de fonder un monastère à l'emplacement du lieu supposé sacré, c'est-à-dire sur l'église ruinée que Gaucelin avait découvert en suivant le sanglier.
Cette histoire est certes imprégnée d'un fort caractère apologétique. Ce moine rédigea cette histoire pratiquement un siècle après les faits à la demande de l'abbé. Ce dernier avait certainement pour objectif de glorifier les origines de son abbaye par cet acte providentiel et sacré. Néanmoins, cette chronique vaut la peine d'être prise en considération car elle demeure un document important quant à l'histoire de Saint-Pierre-le-Vieux. Elle signifie que le premier bâtiment monastique fut érigé sur cette commune. Il est très difficile d'établir une date précise pour le début des travaux. Quoi qu'il en soit, le monastère est consacré au mois de juin 989, lors du concile de Charroux et Emma fait appel à son cousin Gauzbert de Saint Julien de Tours qui fit venir treize moines avec lui. Cette première abbaye fut dédiée à saint Pierre. Nous retrouvons donc ici les origines mêmes du nom de notre commune : « Saint Pierre le Vieil de Maillezais ».
Par ailleurs, cette chronique nous apprend que le monastère fut fondé sur les ruines d'une chapelle. Ceci nous montre donc une occupation du site plus ancienne que celle exclusivement monastique. Il faut comparer ces hypothèses avec certaines découvertes effectuées au siècle dernier par un érudit local, Louis Brochet. Ce dernier réalisa des fouilles partielles aux alentours de l'église paroissiale. Or, il découvrit un cimetière daté de l'époque mérovingienne (VIIe-VIIIe siècle), ainsi que des haches celtiques, des fragments de vase de terre de Samos, de briques, de tuiles à rebords et de médailles romaines. Toutes ces découvertes laissent donc envisager l'hypothèse d'une occupation encore plus ancienne, mais ces informations sont à considérer avec une très grande prudence faute de fouilles très précises ne permettant pas de réelle interprétation. En outre, ces artefacts d'époque romaine demeurent trop succincts pour affirmer un réel aménagement antérieur au Ve siècle apr. J.-C.
Cependant, nous remarquons que les services de l'actuelle église paroissiale de Saint-Pierre-le-Vieux connurent une occupation mérovingienne sous la forme d'une chapelle. Cette dernière est ruinée au Xe siècle lorsque la duchesse d'Aquitaine décide d'y bâtir un monastère, comme nous avons pu le voir précédemment. La destruction de cette chapelle fut probablement l'œuvre des pillards normands, au début du Xe siècle et nous ne pouvons donc en définir les formes et les caractéristiques, ni sa fonction.
Enfin, tous ces vestiges démontrent le caractère ancien, voire antique du site même de Saint-Pierre-le-Vieux et nous répondons donc ainsi à la question qui « effleure » très certainement l'esprit de nombreux habitants de notre commune : pourquoi une zone d'habitat aussi restreinte est-elle le « chef lieu » d'une commune? Or, nous venons de voir qu'il s'agit ici du centre historique par l'érection d'un véritable centre religieux faisant de Saint-Pierre-le-Vieux une paroisse.

### Le monastère de Saint-Pierre-le-Vieux
Aujourd'hui, nous ne conservons plus rien de premier monastère qui fut définitivement détruit en 1859. En effet, la paroisse décida de renverser les vestiges de l'église (alors en très mauvais état) dans le but de satisfaire à la venue d'un congrès archéologique qui eut lieu en 1864. Néanmoins, nous pouvons nous faire une idée très précise du bâtiment au vu d'une description effectuée dans les chroniques paroissiales du siècle dernier. Aillery nous montre cette église comme une des plus anciennes et peut être la plus vieille du diocèse. Nous ne nous étendrons pas davantage sur la description de celle-ci sinon qu'il s'agissait d'un ensemble roman de la première époque sans aucune décoration ni à l'intérieur ni à l'extérieur. De même, Aillery nous fait part de la ruine de l'édifice qui offrait la vue d'une petite basilique dont il n'existait plus que le bas-côté droit et dont les voûtes avaient disparu. Par ailleurs, l'auteur nous apprend qu'à l'emplacement de l'habitation des moines se trouvait une maison connue sous le nom de Prieuré où l'on apercevait des ruines, des réservoirs et des vieilles promenades. Nous pouvons penser que ces vestiges constituaient les ruines du cloître aujourd'hui totalement disparu. En effet, si nous suivons le plan habituel des abbayes, il est probable que cet aménagement ait pu se situer au sud de l'église actuelle, soit à l'emplacement du cimetière. Néanmoins, il peut aussi s'agir de l'ancien prieuré réaménagé en logement depuis quelques années.
Enfin, notre témoin nous évoque la présence de deux pierres tombales retrouvées sur les lieux. L'une d'elles représentait un valet nommé Lebegues, mort au XIVe siècle alors que l'autre, plus ancienne (1302), représentait un religieux bénédictin dans l'attitude de la prière. Cette dernière était dotée d'une inscription latine gravé tout autour de la pierre : « Cy git Frère Jehan (de Saint-Pierre-le-Vieux) décédé le 19 septembre 1302. Que son âme repose en paix ».
Toutes ces informations nous invitent donc à considérer une occupation religieuse à partir du Xe siècle, voire auparavant. Cependant, il est certain que la naissance de l'abbaye de Maillezais, qui deviendra rapidement très puissante dans tout le Bas-Poitou, fit perdre toute véritable influence pour le monastère de Saint-Pierre.
Par ailleurs, notre église actuelle ne conserve aucun artefact de cette période carolingienne. Cependant, le bâtiment actuel a cherché à reproduire l'ancienne, au moins pour la façade: le pignon suit l'inclinaison de la toiture du monument telle qu'elle était auparavant ; les trois portes ne sont plus masquées mais véritables. De même, l'édifice s'est beaucoup inspiré de Maillezais pour ce qui concerne l'intérieur (coupole, voûte octogonale, motif des chapiteaux...). L'édifice demeure sobre d'ornements si ce ne sont quelques chapiteaux qui méritent un plus grand intérêt.
« En 1864, les participants au Congrès archéologique de France, XXXIe session, se rendent à Saint-Pierre-le-Vieux où ils découvrent: une église entièrement neuve, à trois nefs qui en remplace une du Xe-XIe siècle. Un dessin de M. Bouet (p. 98) présente une pierre tombale d'un valet nommé Lebegues, mort au XIVe siècle comme l'indique l'inscription :
HIC JACET IOHES LEBEGVES VALETVS QVI OBIIT MENSE SEPTEMBRIS ANNO DNI MCCCXXXII CVM AIA REQUIESCAT IN PACE AMEN
Traduction de Mme M.-C. Bakkal-Lagarde : Ici repose Jena Lebegues, valet, qui est mort le mois de septembre de l'année du seigneur 1332, que son âme repose en paix, amen. »

### La chapelle de Chalais

#### Histoire
Cependant, si nous ne conservons aucun élément roman, pour le monastère, la commune détient en son sein un des édifices majeurs de l'architecture poitevine. Il s'agit de la chapelle de Chalais élevée à la fin du XIe siècle, alors en bordure du golfe des Pictons, sur le continent. Nous sommes ici confrontés à un site imprégné de récits légendaires, notamment pour sa fondation. En effet, il apparaîtrait qu'une chapelle fut fondée au VIe siècle par des marins échappés du naufrage ayant échoué en ce lieu. Nous ne pouvons nullement établir la véracité d'un tel récit même si la tradition s'appuie sur les témoignages de Grégoire de Tours et de Pierre de Maillezais.
Par ailleurs, ce récit bénéficie d'une certaine autorité à la vue d'un tableau que l'on apercevait encore au XVIIIe siècle sur la voûte en pierre qui couvrait l'autel de la Vierge, représentant douze marins marchant à pieds nus. Or, Louis Brochet se pose une question essentielle qui est de savoir si cette tradition n'est pas une "réminiscence de celle d'après laquelle Saint Pient, évêque de Poitiers vers 560 aurait été, avec ses compagnons, jeté par la tempête sur les côtes du pays qu'il venait d'évangéliser". Nous ne connaissons donc pas véritablement les origines de la fondation de cette chapelle qui demeure encore mystérieuse.

#### Architecture
Quoi qu'il en soit, l'édifice que nous voyons aujourd'hui relève d'une construction effectuée au XIIe siècle, même si le lieu fut très tôt occupé, peut-être dès le VIe siècle. Cette chapelle dépendait de l'abbaye de Maillezais dès le XIe siècle ; c'est-à-dire au moment des premières donations accordées à celle-ci par le duc d'Aquitaine. En 1232, ce bien sera saisi par l'irascible Geoffroy de Lusignan, comte de Vouvant, dit Geoffroy la Grand'Dent. Il restituera Chalais en 1236 après avoir été frappé d'excommunication puis d'interdit par le pape Grégoire IX. Par ailleurs, lorsque l'abbaye de Maillezais fut érigée en évêché, la chapelle fut rattachée d'un point de vue religieux à l'archiprêtre d'Ardin.
Cependant, ce qui demeure remarquable est l'architecture de cet ensemble, qui mériterait d'ailleurs une rapide rénovation car nous conservons ici le joyau architectural de la commune de Saint-Pierre-le-Vieux. L'abside est certainement la partie la plus remarquable. Effectuée vers la fin du XIIe siècle, elle est semi-circulaire comme à Maillezais et offre à l'extérieur un aspect fort gracieux : quatre colonnettes couvrent le nu de la muraille et s'élèvent dans l'espace libre antre les fenêtres. Sur leurs chapiteaux, on a sculpté des têtes d'hommes ou de femmes entremêlées de serpents. L'une de ces têtes tient même entre des dents les queues de deux serpents. Sous la corniche, nous voyons une série de modillons sculptés et placés quatre par quatre entre les colonnettes ; ce sont des sujets variés, tirés de l'agriculture, avec des figures grimaçantes. L'abside est éclairée de chaque côté par deux fenêtres romanes. Jadis, une autre se rencontrait au fond de l'abside, mais elle a été murée pour consolider l'édifice après l'érection d'un tableau, dont nous avons déjà parlé.
La voûte de l'abside est en pierre et l'on y distinguait encore assez nettement, au siècle dernier, les restes d'une peinture. Il s'agissait d'un tableau représentant les trois personnages de la Sainte Trinité et notamment de Dieu entouré de têtes d'anges. Ce tableau était associé à la légende des marins.
Vers la fin du XVIIe siècle, deux autres tableaux sculptés sur bois furent placés dans la chapelle, l'un représentant l'Assomption de la Sainte Vierge et l'autre ayant pour sujet saint Roch dont le culte est populaire dans beaucoup de nos églises.
Le chœur, à peine plus large que l'abside, n'est éclairé que par une seule fenêtre à ogive trilobée. La nef ne représente rien de remarquable. Elle n'a qu'une seule fenêtre ogivale aveuglée comme celle du chœur. Une voûte en pierres s'étendait dans sa partie inférieure depuis le chœur jusqu'au bas de la chapelle, mais celle-ci a dû s'écrouler avec le temps et elle a été remplacée à mi-hauteur par un plafond en planches. Le clocher carré, de construction relativement plus récente, est couronné d'une corniche et de modillons uniformes.
D'autres constructions devaient se trouver autour de la chapelle, notamment le presbytère, même si nous savons qu'au temps de la Révolution, il se trouvait à Souil. D'ailleurs, la maison fut vendue an l'an IV de la République (1795) sous le titre de « presbytère de la succursale de Chalais ».

#### Souterrains
Nous venons donc d'évoquer les principales caractéristiques architecturales de cet édifice roman que nous vous invitons à visiter afin d'y découvrir l'étrange quiétude qui y règne. Cependant, vous ne pourrez entreprendre, en dépit d'une curiosité évidente, la descente dans les cavités qui jalonnent l'entrée de la chapelle.
Il s'agit de souterrains que l'homme avait su rendre habitables. Il n'est pas aisé de se prononcer sur la chronologie de cette structure. Il est probable que ceux-ci furent creusés par les habitants du littoral, pour se protéger, eux et leurs objets les plus précieux, contre les invasions des Normands, aux IXe et Xe siècles. Par ailleurs, ce refuge fut très certainement utilisé durant tous les conflits qui étayèrent le premier millénaire (guerres de Cent Ans, de Religion, de Vendée). En effet, de nombreuses découvertes furent effectuées au sein de ces souterrains au XIXe siècle par Octave de Rochebrune et Louis Brochets tels des vases, en partie brisés et exécutés en argile du pays, des sépultures ainsi que deux statues remarquables, mais mutilées, dont l'une représentant l'archange Gabriel. Or, ces statues possèdent des similitudes avec les bas-reliefs des églises de Foussais et Fontaine et laissent présager, au vu d'une taille très brillante, qu'elles furent réalisées par l'un des élèves les plus doués de l'école poitevine et saintongeaise.
Cependant, ce qui demeure plus original réside dans la conception de ce souterrain. Ces galeries avaient été réalisées dans le but d'être habitables. Elles possèdent des largeurs variant de 0,80 m à 1,20 m et des hauteurs comprises entre 0,50 m et 1,80 m qui ne permettent d'y pénétrer qu'en s'y glissant à plat ventre. Leurs parois ainsi que la voute sont fort inégalement taillées : les surfaces de ces galeries parfaitement lisses en certains points, portent l'empreinte indiscutable d'un séjour répété de l'homme qu'il avait donc su rendre habitable en forant dans la voûte des tubulures obliques d'environ 0,15 m de diamètre. Ces tubulures, qui, par leur accès à la surface du sol, appelaient des courants d'air destinés à renouveler l'atmosphère du souterrain. Elles devaient s'ouvrir au milieu des herbes, des broussailles ou des bois, sans dénoncer l'existence de la retraite ténébreuse.
Par ailleurs, toutes ces galeries viennent converger vers un pilier de 10,50 m de circonférence dans lequel a été aménagée une sorte de niche circulaire. Ceci démontre indubitablement cette volonté de constituer un espace où la population pouvait se réfugier pour une durée suffisante afin d'échapper à toute sorte de conflits. En effet, la position d'abri au font du golfe des Pictons, côte basse vaseuse largement ouverte aux incursions marines de toute nature, favorisait l'arrivée de brigands avides de richesses. C'est pourquoi, nous ne constatons aucune fortification notable, notamment pour la chapelle.

### Les fortifications de Saint-Pierre-le-Vieux
La presqu'île de Maillezais constituait un refuge idéal qui fut aménagé durant près de sept siècles (depuis le Xe siècle jusqu'au XVIe siècle). Si l'abbaye constitua le pôle défensif de cet aménagement permanent, une logique de mise en défense plus globale et plus étendue permit de faire de l'île de Maillezais un véritable bastion. En effet, différentes campagnes défensives furent mises en place dans la partie orientale de Maillé et dans sa partie occidentale, seul point d'accès terrestre qui se rencontrait à la Porte de l'Ile. Il apparait qu'à l'origine Maillezais était une presqu'île avec un accès étroit au niveau de la pointe occidentale. Or, à une période indéterminée, l'Autize qui confluait avec la Sèvre au sud de la presqu'île, a été détournée dans un canal creusé au nord, appelé La Jeune Autize par opposition à l'Autize qui devenait un de ses affluents. Dès lors, ce canal barrait le seul accès terrestre vers le continent par un large fossé en eau sur lequel tournait un moulin. Au niveau de cet accès, un édifice fortifié fut construit ; nous en possédons quelques vestiges aujourd'hui. Par ailleurs, un ingénieur du roi Louis XIV, Claude MASSE, fit une description très intéressante de cet ensemble au XVIIe siècle. Il rapporte que cet édifice commandait le seul accès charretier de l'île par une grosse tour agrémentée d'un pont-levis qui enjambait la Jeune Autize : « Ce canal est traversé par un pont que l'on appelle le pont de l'isle, qui est le seul endroit où l'on n'y entre par Charois, il y avoit autrefois un Pont Dormant et un pont levis qui estoit flanqué par une grosse tour pù estoit le Corps de Garde. Ce pont étoit couvert entièrement par un ouvrage, il n'en paroit plus que quelques fragments, le surplus ayant été ruiné... »

## Politique et administration

### Liste des maires

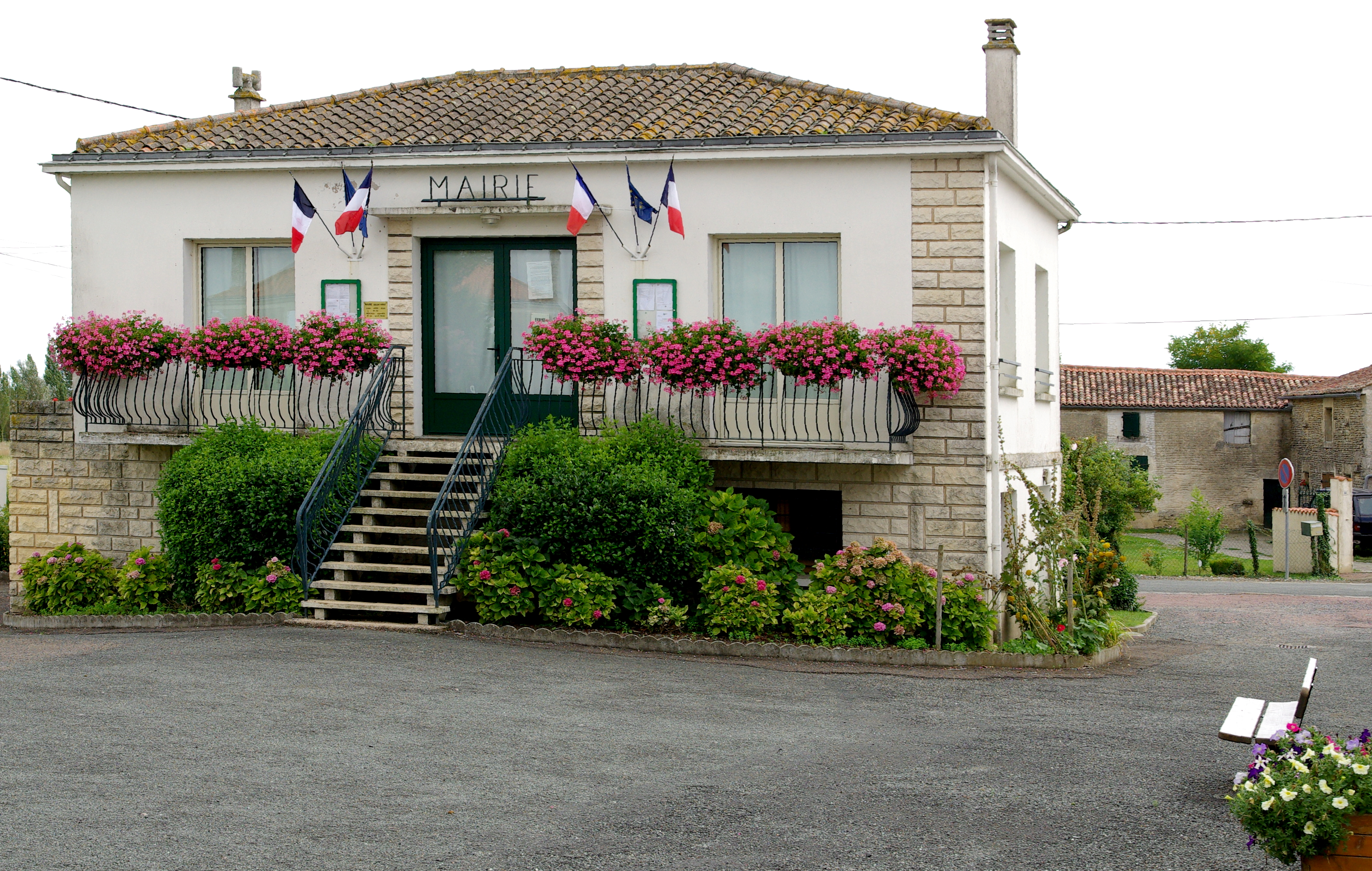
La mairie en 2008.

| Période                                  | Période   | Identité            | Étiquette | Qualité    |
| ---------------------------------------- | --------- | ------------------- | --------- | ---------- |
| 18 février 1898                          | 1906      | Augustin Pairaud    |           |            |
| 1906                                     | 1919      | Auguste Moinard     |           |            |
| 1919                                     | 1941      | Julien Caquineau    |           |            |
| 1941                                     | 1969      | Mary Laurent        |           |            |
| 1969                                     | 1977      | Édouard Savineau    |           |            |
| 1977                                     | 1995      | Yvon Thibaudeau     |           |            |
| 1995                                     | mars 2001 | Sylvie Laurent      |           |            |
| mars 2001                                | mars 2008 | Pierrette Chabirand |           |            |
| mars 2008                                | mars 2014 | André Papin         |           |            |
| mars 2014                                | En cours  | Christian Henriet   | DVC       | enseignant |
| Les données manquantes sont à compléter. |           |                     |           |            |

## Population et société

### Démographie

#### Évolution démographique
L'évolution du nombre d'habitants est connue à travers les recensements de la population effectués dans la commune depuis 1793. Pour les communes de moins de 10 000 habitants, une enquête de recensement portant sur toute la population est réalisée tous les cinq ans, les populations de référence des années intermédiaires étant quant à elles estimées par interpolation ou extrapolation. Pour la commune, le premier recensement exhaustif entrant dans le cadre du nouveau dispositif a été réalisé en 2005.

En 2022, la commune comptait 924 habitants, en évolution de −4,35 % par rapport à 2016 (Vendée : +5,33 %, France hors Mayotte : +2,11 %).
| 1793 | 1800  | 1806  | 1821  | 1831  | 1836  | 1841  | 1846  | 1851  |
| ---- | ----- | ----- | ----- | ----- | ----- | ----- | ----- | ----- |
| 358  | 1 046 | 1 180 | 1 434 | 1 495 | 1 436 | 1 471 | 1 523 | 1 436 |

| 1856  | 1861  | 1866  | 1872  | 1876  | 1881  | 1886  | 1891  | 1896  |
| ----- | ----- | ----- | ----- | ----- | ----- | ----- | ----- | ----- |
| 1 442 | 1 375 | 1 318 | 1 247 | 1 273 | 1 252 | 1 259 | 1 278 | 1 194 |

| 1901  | 1906  | 1911  | 1921 | 1926 | 1931 | 1936 | 1946 | 1954 |
| ----- | ----- | ----- | ---- | ---- | ---- | ---- | ---- | ---- |
| 1 182 | 1 164 | 1 164 | 988  | 994  | 924  | 903  | 862  | 865  |

| 1962 | 1968 | 1975 | 1982 | 1990 | 1999 | 2005 | 2006 | 2010 |
| ---- | ---- | ---- | ---- | ---- | ---- | ---- | ---- | ---- |
| 843  | 821  | 772  | 812  | 863  | 881  | 922  | 926  | 966  |

| 2015 | 2020 | 2022 | - | - | - | - | - | - |
| ---- | ---- | ---- | - | - | - | - | - | - |
| 971  | 930  | 924  | - | - | - | - | - | - |

#### Pyramide des âges
En 2018, le taux de personnes d'un âge inférieur à 30 ans s'élève à 32,2 %, soit au-dessus de la moyenne départementale (31,6 %). À l'inverse, le taux de personnes d'âge supérieur à 60 ans est de 26,6 % la même année, alors qu'il est de 31,0 % au niveau départemental.
En 2018, la commune comptait 466 hommes pour 485 femmes, soit un taux de 51,00 % de femmes, légèrement inférieur au taux départemental (51,16 %).
Les pyramides des âges de la commune et du département s'établissent comme suit.
| Hommes | Classe d’âge | Femmes |
| ------ | ------------ | ------ |
| 0,7    | 90 ou +      | 0,8    |
| 7,0    | 75-89 ans    | 9,5    |
| 16,7   | 60-74 ans    | 18,6   |
| 26,5   | 45-59 ans    | 22,6   |
| 15,4   | 30-44 ans    | 17,7   |
| 14,7   | 15-29 ans    | 15,0   |
| 19,1   | 0-14 ans     | 15,8   |

| Hommes | Classe d’âge | Femmes |
| ------ | ------------ | ------ |
| 0,8    | 90 ou +      | 2,2    |
| 8,7    | 75-89 ans    | 11,1   |
| 20,3   | 60-74 ans    | 21,3   |
| 20     | 45-59 ans    | 19,4   |
| 17,5   | 30-44 ans    | 16,8   |
| 15     | 15-29 ans    | 13,2   |
| 17,7   | 0-14 ans     | 16,1   |

## Culture locale et patrimoine

### Lieux et monuments

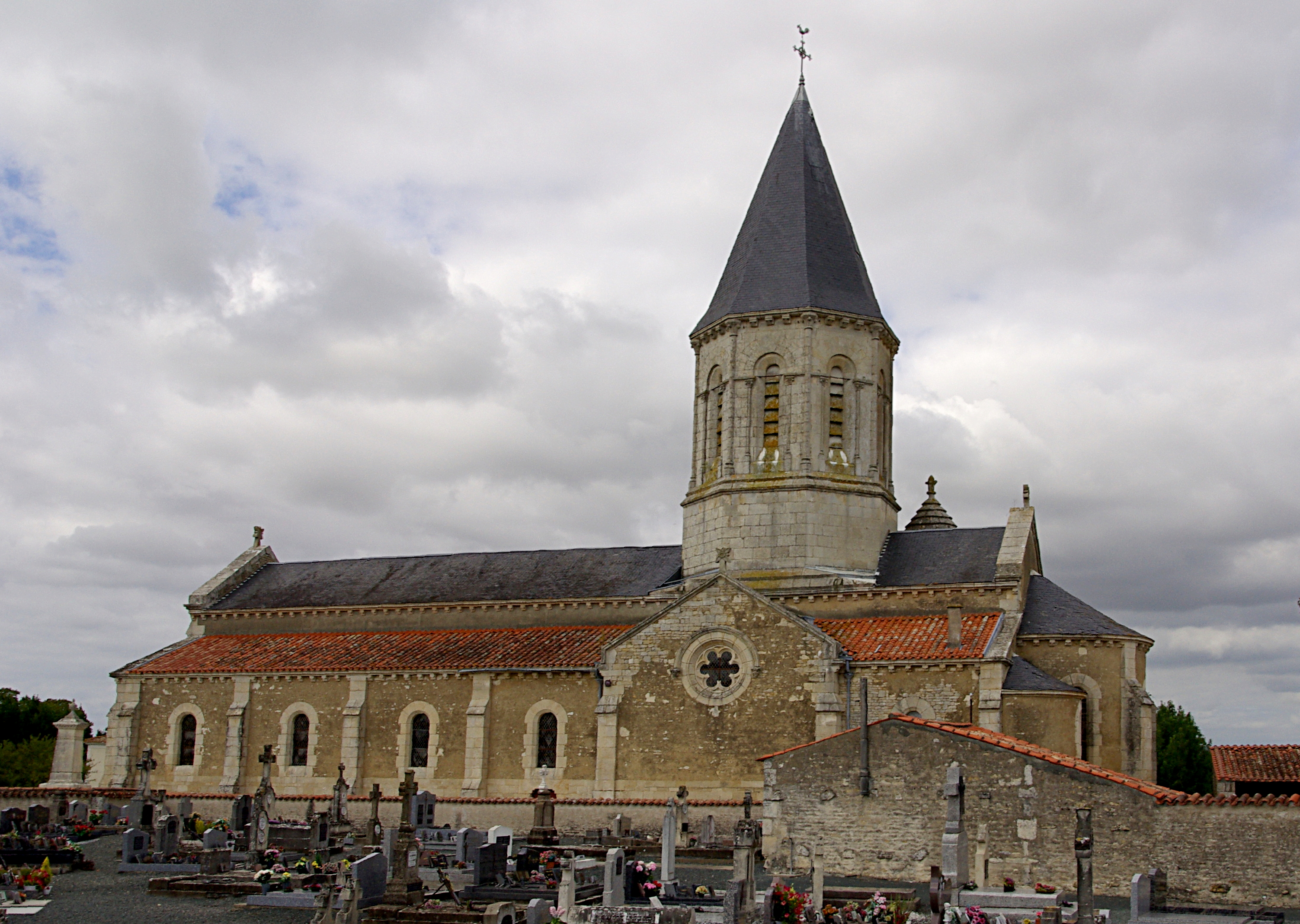
L'église Saint Pierre-le-Vieux.
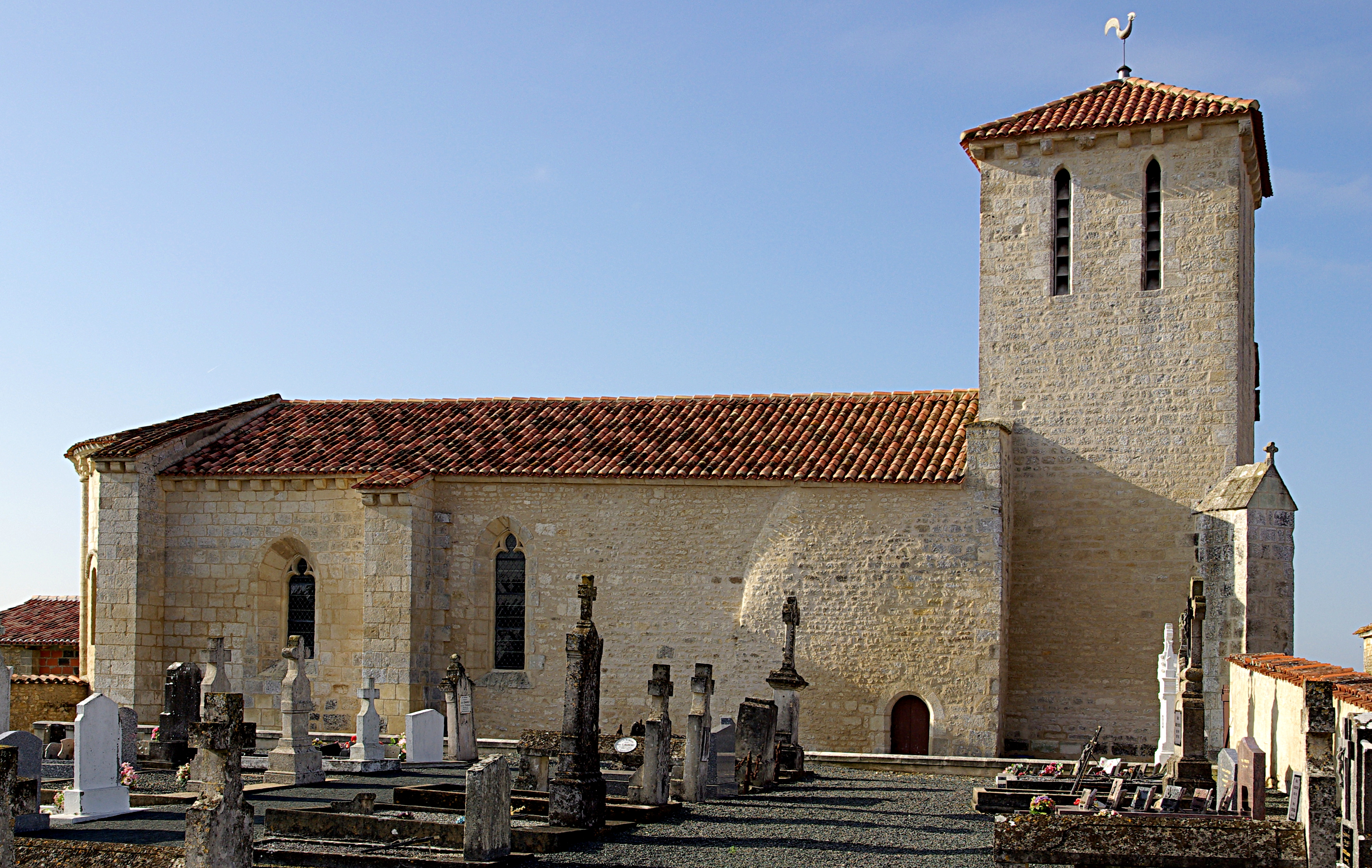
L'église Saint-Roch à Chalais.
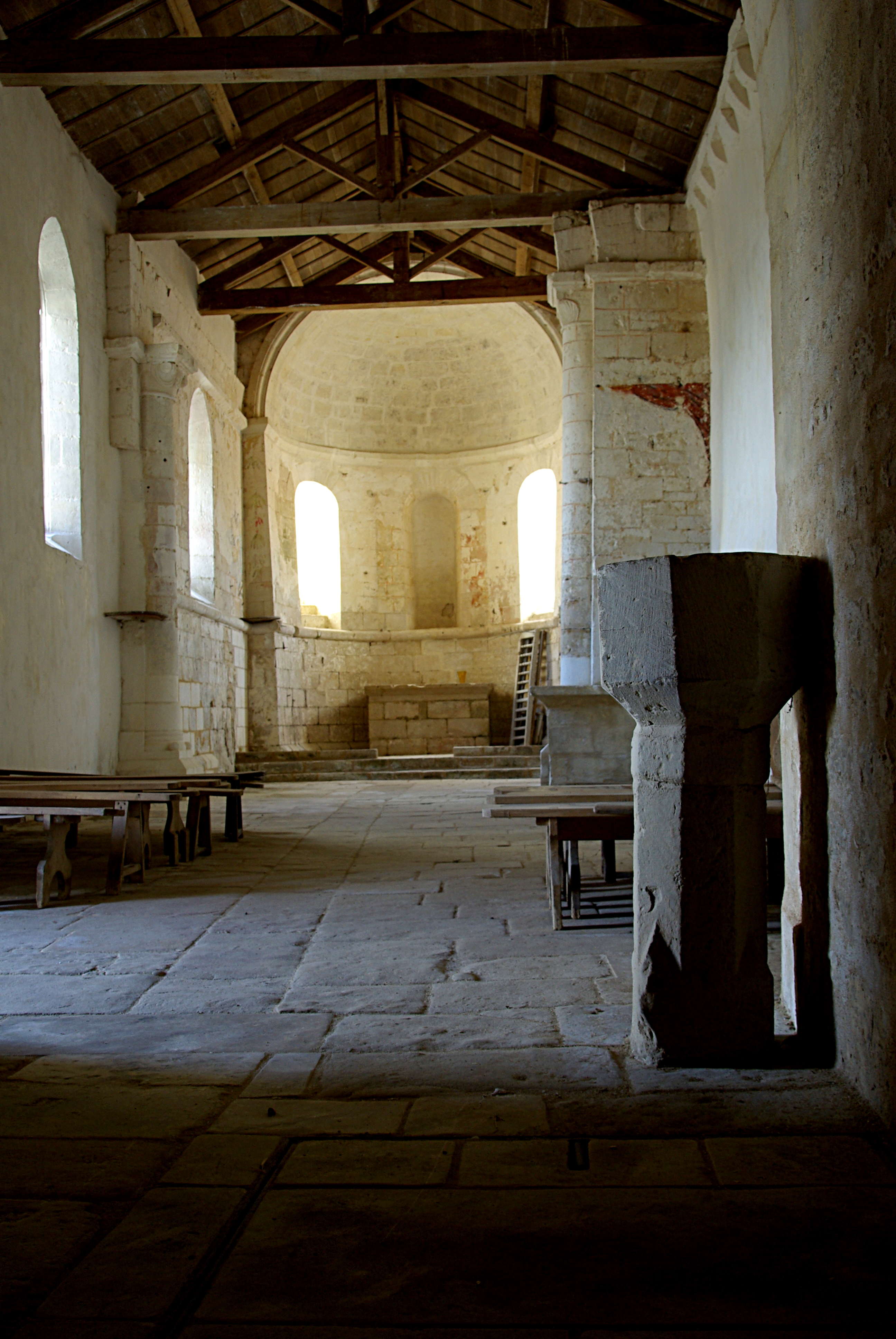
Le chœur de l'église Saint-Roch à Chalais.
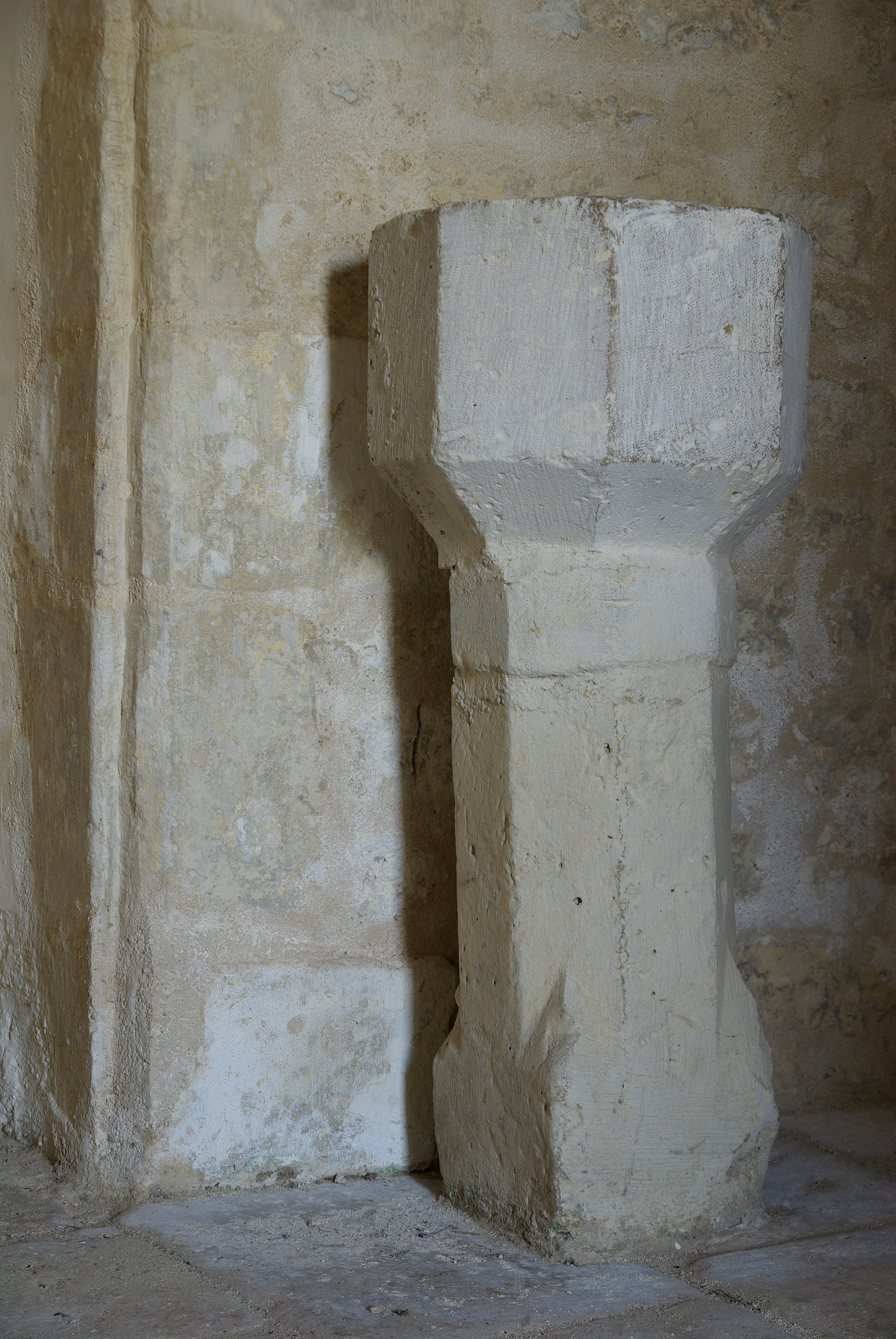
Le bénitier de Saint-Roch à Chalais.
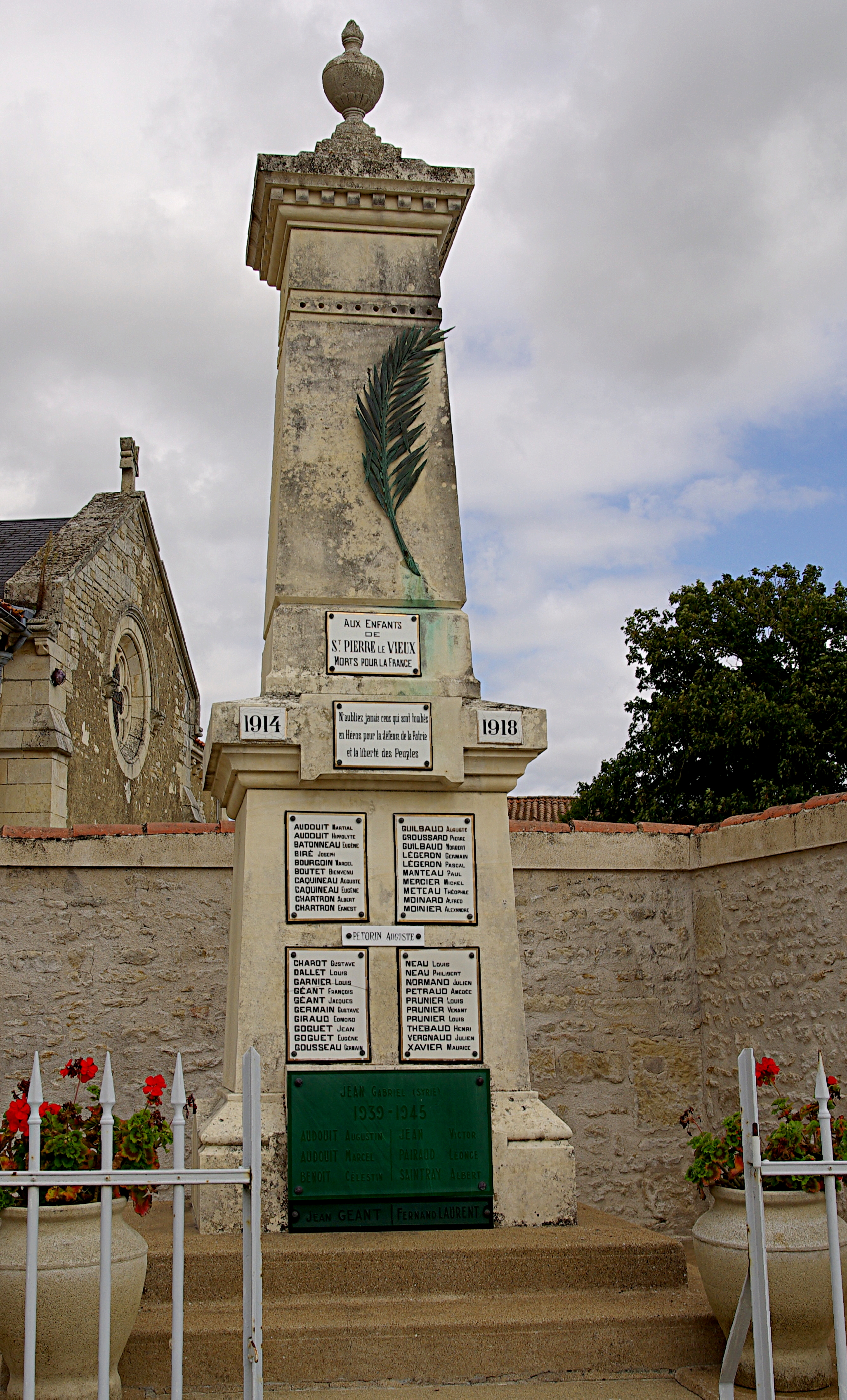
Le monument aux morts.

### Héraldique
| Blason de Saint-Pierre-le-Vieux | Blason  | D'or à la fasce ondée d'azur sommée d'une barque d'argent et accompagnée en pointe d'un bouquet de trois roseaux à massette de sable, tigés et feuillés de sinople, mouvant de la pointe. |
| Blason de Saint-Pierre-le-Vieux | Détails | Le statut officiel du blason reste à déterminer. |